# Seznam rolkarjev
Seznam najbolj znanih svetovnih amaterskih in poklicnih rolkarjev.

## A
Jason Adams - Adelmo Jr. - Salman Agah - Roberto Aleman - Adam Alfaro - Ron Allen - Jon Allie - Pontus Alv - Tony Alva - Brian Anderson - Kenny Anderson - Richard Angelides - Mark Appleyard - Felix Arguelles - Jimmy Astleford - Aaron Artis - James Atkin - Steffan Attardo

## B
Jeremiah Babb - Steve Bailey - Mark Baines - Marcus Bandy - Sammy Baptista - Ray Barbee - Salvador Barbier - Barker Barrett - Donny Barley - Chad Bartie - Zered Bassett - Joey Bast - Jim Bates - Silas Baxter-Neal - Matt Beach - Richie Belton - Steve Berra - Caswell Berry - Graham Bickerstaff - Elias Bingham - Chris Black - Alex Bland - Scott Bourne - Brad Bowman - Jared Brantingham - Ryan Bartsma - Steve Brandi - Tim Brauch - Joey Brezinski - Tony Briseno - James Brockman - Nate Broussard - Brian Brown - Dayne Brummet - Diego Bucchieri - John Buchanan - Oliver Buchanan - Tommy Budjanec - Bob Burnquist - Dennis Busenitz - Danny Butanda

## C
Steve Caballero - Ali Cairns - Kareem Campbell - Shin Campos - Colt Cannon - Mike Cardona - Quim Cardona - Tully Carlton - Rob Carlyon - Alex Carolino - Mike Carroll - Justin Case - Charlie Castelluzzo - Alysson Castro - Alex Chalmers - Mark Channer - Pat Channita] - Dustin Charleton - D.J. Chavez - Scott Christiansen - Gideon Choi - Jimmy Chung - Chris Cole - Gary Collins - Travis Colt - Rich Colwell - Jon Comer - Temuchin Cordova - Anthony Correa - Weston Correa - Tony Cox - Mike Crabtree - James Craig - Ronnie Creager - Adam Crew - Mike Crum - Jack Curtin

## D
Harold Daltin - Panama Dan - Joel Danenhauer - Lance Dawes - Jeremy Deglopper - Adrian Demain - Edward Devera - Chris Devereaux - Paulo Diaz - Jason Dill - Antwuan Dixon - Rickie Dixon - Dustin Dollin - Dan Drehobl - Eric Dressen - Corey Duffel - Dave Duren - David Dutton - Rob Dyrdek

## E
Gordon Eckler - Brian Edwards - Chase Ehrlich - Justin Eldridge - Pete Eldridge - Erik Ellington - Jason Ellis - Anthony Van Engelen - Rick Eusey - Matt Eversole

## F
Nathain Fantasia - Tony Ferguson - Chad Fernandez - Kris Foley - Victor Fonosch - Jayme Fortune - Reese Forbes - Cairo Foster - Ethan Fowler - Jerry Fowler - Mike Frazier - Jesse Fritsch - Danny Fuenzalida

## G
Pierre-Luc Gagnon - Brian Gaberman - Jim Gagne - Alex Gall - Fred Gall - Ryan Gallant - Danny Garcia - Tim Garner - Caine Gayle - Andre Genovesi - Frank Gerwer - Kerry Getz - J.B. Gillet - Ben Gilley - Rune Glifberg - Danny Gonzalez - Rob Gonzalez - Jimmy Gorecki - Andrew Gordon - Ryan Gray - Shiloh Greathouse - Jim Greco - Mark Gutterman

## H
Terje Haakonsen - David Hackett - Vanik Hacobian - Daniel Haney - Tyler Hansen - Chris Haslam - Wil Harmon - Josh Harmony - Greg Harris - Kelly Hart - Tony Hawk - Brad Hayes - Mike Hayes - Neal Hendrix - Peter Hewitt - Garrett Hill - Frank Hirata - Brad Hiser - Brian Hoard - Jordan Hoffart - Micah Hollinger - Robbie Holmes - Jerry Hsu - Zach Hudson - Jesse Huffman - Keith Hufnagel - Kenny Hughes - Sage Humphries - Greg Hunt - Harold Hunter

## I
Gino Ianucci - John Igei - Moses Itkonen

## J
J.P. Jadeed - Windsor James - Stefan Janoski - Rick Jaramillo - Marko Jazbinšek - Chany Jeanguenin - Arron Johnson - Marc Johnson - Ryan Johnson - Bjorn Johnston - Scott Johnston - Drake Jones - Jason Jones - Nate Jones - Rodney Jones - Todd Jordan - Mike Judd - Nestor Judkins

## K
Josh Kalis - Guy Kampfen - Scott Kane - Aki Karja - Chris Keefe - Ryan Kenreich - Phil Kent - Forrest Kirby - Heath Kirchart - Lennie Kirk - Jon Kealoha - Sven Kilchenmann - Jan Kliewer - Ron Knigge - Chad Knight - Randy Korwin - Eric Koston - Nate Kocaka - Tom Krauser

## L
Phil Ladjanski - Chris Lambert - Ronson Lambert - Stephan Larance - Bucky Lasek - Lib Layraman - Jason Lee - John Lee - Kyle Leeper - Erik Leines - Jeff Lenoce - Satva Leung - Rodrigo Lima - Nick Lister - Ben Liversedge - Bryan London - Adrian Lopez - Enrique Lorenzo - Adam Louder - Daxter Lussier - Greg Lutzka - Stacy Lowery

## M
Andy Macdonald - Paul Machnau - Mirko Magnum - Tony Magnusson - Mike Maldonado - Adrien Mallory - Bam Margera - Joni Makinen - Shawn Mandoli - Tony Manfre - Florentin Marfaing - Gilbert Marin - Kris Markovich - Billy Marks - Jason Masse - Frankie Mata - Nick Matlin - Micah Matson - Jason Maxwell - Dave Mayhew - Lavar McBride - Marcus McBride - Seth McCallum - Rick McCrank - John McGrath - Jesse McMillin - Adam McNatt - Patrick Melcher - Brian Michaud - Matt Milligan - Keenan Milton - Neal Mims - Raymond Molinar - Danny Montoya - Gailea Momolu - Danny Morrin - Anthony Mosley - Gershon Mosley - Alex Moul - Lance Mountain - Richard Mulder - Rodney Mullen - Dan Murphy  - Chad Muska

## N
Soichiro Nakajima - George Nagai - Steve Nesser - Nilton Neves - Jon Newport - Don Nguyen - Toan Nguyen - 
German Nieves - Ryan Nix - Dave Nolan - Jose Noro - Ross Norman - Javier Nunez - Jake Nunn - Cale Nuske

## O
Tim O'Connor - Jason Odell - Shin Okada - Steve Olson - Tyrone Olson - Justin Ortiz - Ricky Oyola

## P
Jesse Paez - Andre Page - Matt Pailes - Jefferson Pang - Anthony Pappalardo - Ben Pappas - Tas Pappas - Chris Pastras - Wayne Patrick - Alex Pauporte - Scott Pazelt - Tom Penny - Billy Pepper - Joey Pepper - Gino Perez - Aaron Perko - Alan Petersen - Clint Peterson - Mike Peterson - Sean Payne - Eric Pheidias - Laban Pheidias - Jason Phillips - Joe Pino - Torey Pudwill - Bobby Puleo - Joey Pulsifer - Eric Pupecki

## R
Matt Reason - John Rattray - Kenny Reed - Andrew Reynolds - Justin Reynolds - Eric Ricks - Mathias Ringstrom - Lenny Rivas - Oliver Rivas - Dan Roberts - Gary Robinson - Matt Rodriguez - Paul Rodriguez - Jessie Van Roechoudt - Dan Rogers - Jereme Rogers - Billy Rohan - Jose Rojo - Leo Romero - Mike Rosa - Jason Rothmeyer - J.J. Rousseau - Geoff Rowley - Justin Roy - Mike Rusczyk - Kanten Russell

## S
Arto Saari - Bastien Salabanzi - Doug Saladino - Omar Salazar - Henry Sanchez - Kevin Sansalone - Mike Santarosa - Fabrizio Santos - Willy Santos - Wolnei Dos Santos  - Javier Sarmiento - Max Schaaf - Evan Schiefelbine - Ed Selego - Chris Senn - Eric Sermon - Shuriken Shannon - Phil Shao - Paul Shapiro - Scotty Shearer - Ryan Sheckler - Eric Shelley - Corey Sheppard - Anthony Shetler - Paul Shier - Daniel Shimizu - Carl Shipman - Tony Silva - Jesse Silvey - Ryan Simonetti - Clyde Singleton - Damian Smith - Gary Smith - Pat Smith - Peter Smolik - Aaron Snyder - J.P. Solberg - Daewon Song - Claude Dieta Span - Wade Speyer - Brad Staba - Darrell Stanton - Elissa Steamer - Craig Steele - Gareth Stehr - Austin Stephens - Justin Strubing - Brian Sumner - Danny Supa - Aaron Suski - Kristian Svitak - Chris Swanson - Josh Swindell - Marius Syvanen

## T
Jeff Taylor - Kevin Taylor - Mike Taylor - Rodrigo Teixeira - Ed Templeton - Nikhil Thayer - Charlie Thomas - Chet Thomas - Jamie Thomas - Chad Tim Tim - Robert Tim - Tony Tieu - Rodney Torres - Vanessa Torres - Tosh Townend - Nick Trapasso - Tony Trujillo - Karma Tsocheff - Dorian Tucker - Alex Turan - Brandon Turner

## U
Neil Urwin

## V
Mike Vallely - Darryl Vaughn - Philip Vaughn - Vinny Vegas - Genaro Vergoglini

## W
Jan Waage - Danny Wainwright - Van Wastell - Karl Watson - Malcolm Watson - Danny Way - Rob Welsh - Jon West - Ron Whaley - Ryan Wilburn - Jahmal Williams - Stevie Williams - Brian Wilson - Jeron Wilson - Jason Womack - Jeremy Wray - Jonas Wray

## Y
Aaron Yeager - Brian Young

## Z
Gianni Zattoni - Giorgio Zattoni - Paul Zaunich - Nanda Zipp - Paul Zitzer